# Alfred Sofka
Alfred Sofka (ur. 1 lutego 1921 w Dziedzicach (obecnie Czechowice-Dziedzice), zm. 1 lutego 1945 pod Podgajami) – oficer, uczestnik II wojny światowej w szeregach ludowego Wojska Polskiego, kawaler orderu Virtuti Militari.

## Życiorys
Syn kolejarza Józefa Sofki. Edukację przerwał mu wybuch wojny, gdy był uczniem technicznej szkoły zawodowej. Zawierucha wojenna sprawiła, że z matką Anastazją i bratem Emilem trafił na terytorium Związku Radzieckiego. Wszyscy troje zostali zesłani na Syberię, do Jakucji, gdzie na swoje utrzymanie pracowali jako robotnicy leśni. Matka nie wytrzymała nieludzkich warunków życia, zmarła na Syberii. W maju 1943 roku jako ochotnik wstąpił w szeregi armii polskiej tworzonej w ZSRR. Wcielony został do 3 Pułku Piechoty
1 Dywizji Piechoty im. Tadeusza Kościuszki, wchodzącej w skład 1 Armii Wojska Polskiego. Razem z nim w szeregi ludowego Wojska Polskiego wstąpił jego brat Emil. 
Po ukończeniu Oficerskiej Szkoły Piechoty w Riazaniu i uzyskania stopnia chorążego, powierzono mu dowództwo plutonu. Wraz z 3 pp (w którym jako podporucznik dowodził kompanią) przeszedł szlak bojowy przez ziemie polskie zakończony pod Podgajami. Brał udział w uchwyceniu przyczółków na Wiśle oraz w walkach o wyzwolenie Warszawy spod okupacji niemieckiej. Uczestniczył też w uroczystej defiladzie zorganizowanej 20 stycznia 1945 roku w Warszawie. Poległ 1 lutego 1945 roku w walce z armią niemiecką w rejonie miejscowości Podgaje, a 32 żołnierzy z jednostki w której służył dostało się do niewoli. Jeńcy 2 lutego 1945 roku po torturach zostali zamordowali przez Niemców z Waffen-SS. 

## Awanse
- chorąży (1943)[1])
- podporucznik (1944)[3]

## Ordery i odznaczenia
- Virtuti Militari V klasy (pośmiertnie)[2]